# Дейзі (Арканзас)
Дейзі (англ. Daisy) — місто (англ. town) в США, в окрузі Пайк штату Арканзас. Населення — 88 осіб (2020).

## Географія
Дейзі розташоване за координатами 34°14′9″ пн. ш. 93°44′21″ зх. д. / 34.23583° пн. ш. 93.73917° зх. д. (34.235924, -93.739193).  За даними Бюро перепису населення США в 2010 році місто мало площу 3,73 км², з яких 2,95 км² — суходіл та 0,78 км² — водойми.

## Демографія
Згідно з переписом 2010 року, у місті мешкало 115 осіб у 48 домогосподарствах у складі 32 родин. Густота населення становила 31 особа/км².  Було 104 помешкання (28/км²). 
Расовий склад населення:
| - 95,7 % — білих - 2,6 % — корінних американців - 1,7 % — осіб інших рас |

До двох чи більше рас належало 0,0 %. Іспаномовні складали 1,7 % від усіх жителів.
За віковим діапазоном населення розподілялося таким чином: 16,5 % — особи молодші 18 років, 66,1 % — особи у віці 18—64 років, 17,4 % — особи у віці 65 років та старші. Медіана віку мешканця становила 44,8 року. На 100 осіб жіночої статі у місті припадало 125,5 чоловіків;  на 100 жінок у віці від 18 років та старших — 118,2 чоловіків також старших 18 років.
Середній дохід на одне домашнє господарство  становив 44 435 доларів США (медіана — 37 083), а середній дохід на одну сім'ю — 42 143 долари (медіана — 37 083). За межею бідності перебувало 15,0 % осіб, у тому числі 10,0 % дітей у віці до 18 років та 0,0 % осіб у віці 65 років та старших.
Цивільне працевлаштоване населення становило 46 осіб. Основні галузі зайнятості: роздрібна торгівля — 21,7 %, виробництво — 21,7 %, освіта, охорона здоров'я та соціальна допомога — 15,2 %, сільське господарство, лісництво, риболовля — 13,0 %.